# مواعدة
المواعدة هي مرحلة من العلاقات الرومانسية بين البشر حيث يلتقي شخصان اجتماعيًا بهدف تقييم مدى ملاءمة الطرف الآخر كشريك محتمل في علاقة حميمة أو زواج. إنه شكل من أشكال الخطوبة، يتألف من أنشطة اجتماعية يقوم بها الشخصان، سواء بمفردهما أو مع آخرين. تختلف بروتوكولات وممارسات المواعدة والمصطلحات المستخدمة لوصفها اختلافًا كبيرًا من بلد إلى آخر بمرور الوقت. على الرغم من أن المصطلح له عدة معان، فإن الاستخدام الأكثر شيوعًا يشير إلى شخصين يستكشفان ما إذا كانا متوافقين عاطفياً أو جنسيًا من خلال المشاركة في التواعد مع الآخر. مع استخدام التكنولوجيا الحديثة، يمكن للناس التسجيل عبر الهاتف أو الكمبيوتر أو الاجتماع شخصيًا.
قد تتضمن المواعدة أيضًا شخصين أو أكثر قرروا بالفعل مشاركة المشاعر الجنسية تجاه بعضهم البعض. سيكون لهؤلاء الأشخاص تواعد على أساس منتظم، وقد يكون أو لا يكون لديهم علاقات جنسية. في بعض الأحيان يُنظر إلى هذه الفترة كمقدمة للمشاركة مثل الخطوبة. بعض الثقافات تفرض سناً معيناً للسماح للمواعدة.

## الشرق الأوسط

### إيران
لا يُسمح للأشخاص من الجنسين المختلفين «الاختلاط بحرية» في الأماكن العامة. منذ عام 1979، بعدما أصبحت الدولة أوتوقراطية دينية وتفرض فتاوى إسلامية على أمور مثل المواعدة. يدير رجال الدين وكالات التعارف عن طريق الإنترنت التي تمت الموافقة عليها رسميًا وفقًا لقواعد صارمة. يمكن للأزواج المحتملين عقد ثلاثة اجتماعات: اجتماعان تحت إشراف صارم داخل المركز، والثالث هو «لقاء قصير من تلقاء أنفسهم»؛ بعد ذلك، يمكنهم إما (1) اختيار الزواج أو (2) الموافقة على عدم رؤية بعضهم البعض مرة أخرى. أصبح هذا موضوع فيلم للمخرجة الإيرانية ليلى لاك. يوجد في إيران عدد كبير من الشباب الذين يبلغ معدلهم 60 في المائة من عددد السكان العالم البالغ عددهم 70 مليون نسمة  ومع ذلك، فإن الصعوبات الاقتصادية لا تشجع الزواج، وارتفعت معدلات الطلاق في طهران إلى حوالي ربع الزيجات،  على الرغم من أن الطلاق من المحرمات. في حين أن الحكومة الإيرانية «تدين المواعدة والعلاقات»، فهي تشجع الزواج مع (1) دورات عبر الإنترنت (2) «فصول الخطوبة» حيث يمكن للطلاب «كسب دبلوم» بعد اجتياز الاختبارات الأسبوعية و «مئات ساعات التعليم» (3) «دبلومات الزواج» (4) التزاوج والزيجات المدبرة. تدفع السلطات نهجًا محافظًا وتتجنب العلاقات الرومانسية غير المتزوجة وتشجع «التعارف التقليدي». لكن الشباب خالفوا القيود. قال أحدهم «من الحكمة أن تكون هناك علاقات مختلفة» ويؤمن بتحدي القواعد الدينية التي تشير إلى أن «العلاقات غير المشروعة على المدى القصير تلحق الضرر بالكرامة». يمكن معاقبة الزنا بالموت. في حين أن الشباب يمكن أن يخرقوا القيود المحددة، إلا أنه لا توجد حالات يسير فيها الأشخاص غير المتزوجين. كانت هناك جهود لتعزيز زواج المتعة (زواج مؤقت).

### لبنان
يشير أحد التقارير إلى أن المواعدة اللبنانية تعوقها «ثقل المطالب الأسرية مقابل الاختيار الفردي» وأن هناك صعوبات، لا سيما بالنسبة للأشخاص الذين يسعون إلى الزواج عبر الخطوط الدينية، مثل المسيحي الذي يسعى إلى الزواج من مسلم.

### المملكة العربية السعودية
نقلت الجريدة السعودية عن مقال في ويكيبيديا عن العنف المنزلي، يشير إلى أن المواعدة تسبب الإشكالات عند السعوديين، بما في ذلك السلوك التعسفي أثناء التعارف من جانب أحد الشركاء أو كلاهما. وبشكل عام، تمنع العلاقات العاطفية غير الشرعية على المستويين الرسمي والاجتماعي. وبحسب التقاليد الإسلامية، قد يمكن للمخطوبين بلقاء بعضهما بوجود محرم يصاحب الفتاة. لذلك، فإن معظم الزيجات في المملكة تتم بتدبير من الأهل.
https://www.sasapost.com/translation/saudi-arabia-where-love-sin/
http://fatwa.islamweb.net/ar/fatwa/54225/
، مع انتشار تكنولوجيا التواصل، يجري بعض المواعدة عند طريق الوسائط الاجتماعية.

## الوساطات
يمكن للأشخاص مقابلة أشخاص آخرين بمفردهم أو يمكن ترتيب اللقاء من قِبل شخص آخر. التوفيق هو فن يقوم كليا على الحدس، لأنه من المستحيل التنبؤ بثقة ما إذا كان شخصان سيحبان بعضهما البعض أم لا. نصح أحد صانعي الثقافات بأنه كان من الجيد التوفيق بين «الأدمغة والجمال» ومحاولة العثور على أشخاص لديهم وجهات نظر دينية وسياسية مماثلة ويعتقد أن الأشخاص المتشابهين في التفكير ينتجون المزيد من المباريات، على الرغم من الاعتراف بأن الأضداد تجذبهم في بعض الأحيان. من الأسهل تجميع العديد من الأشخاص في نفس الوقت، لذلك هناك مرشحين آخرين ممكن إذا لم ينجح أحد. وبعد تقديم الناس، لا تتدخل.

### الأصدقاء كخطابين
يظل الأصدقاء وسيلة شائعة للغاية للناس للقاء  ومع ذلك، فإن الإنترنت يعد بتجاوز الأصدقاء في المستقبل، إذا استمرت الاتجاهات الحالية. يمكن أن يقدم الصديق شخصين لا يعرف أحدهما الآخر، وقد يلعب الصديق صانعا خاطفا ويرسلهما في موعد أعمى وهذا منتشر في العالم الغربي أي عقد لقاء بين شخصين لا يعرفون بعضهما البعض.

### الأسرة كخاطبة
يمكن للوالدين، من خلال اتصالاتهم مع الزملاء أو الجيران أو الأصدقاء، تقديم إولادهم لبعضهم البعض. وهذا منتشر في الدول الإسلامية والعربية. في بعض البلاد العربية والهند، غالبًا ما يقوم الآباء بوضع إعلانات الزوجية في الصحف أو عبر الإنترنت، ويمكنهم نشر سير ذاتية للعروس أو للعريس المحتملين.

### نظم وخدمات المواعدة
قد تكون أنظمة المواعدة طرقًا منظمة وفعالة لتحسين التوفيق باستخدام القواعد التكنولوجية. يمكن أن يكون الاجتماع شخصيًا أو مباشرًا ويفصل بينهما وقت أو مساحة، مثل الهاتف أو البريد الإلكتروني أو الدردشة. الغرض من الاجتماع هو أن يقرر الشخصان ما إذا كان سيتم تحديد موعد في المستقبل.

### أجهزة الكمبيوتر كخاطبة
تقوم أنظمة التعارف عن طريق الكمبيوتربطلب ملء استمارات حول الأمور والتفضيلات الهامة التي تهم الفرد، ثم تقوم «بمقارنتها حاسوبيا» لتحديد «التوافق» بين العملاء. ترتبط أنظمة المواعدة ارتباطًا وثيقًا بتاريخ التقنيات التي تدعمها. تم إنشاء أول نظام مواعدة للكمبيوتر على نطاق واسع، ومؤسسة الزواج العلمي، في عام 1957 من قبل الدكتور جورج دبليو كرين. كانت أقدم خدمة مواعدة محوسبة ناجحة تجاريًا في الولايات المتحدة والمملكة المتحدة التي بدأها جوان بول في عام 1964.
أصبحت خدمات المواعدة عبر الإنترنت سائدة بشكل متزايد في جميع أنحاء العالم. يفرضون رسومًا لتمكين المستخدم من نشر ملف تعريف خاص به أو بنفسه، ويسمح باستخدام الفيديو أو الصور الثابتة بالإضافة إلى البيانات الوصفية والتفضيلات الشخصية للتعارف، مثل الفئة العمرية والهوايات وما إلى ذلك. سوق التعارف عن طريق الإنترنت يصل إلى ملياري دولار في السنة وبمعدل نمو سنوي قدره 5 ٪.